# Janstockia phallusiella
Janstockia phallusiella is een eenoogkreeftjessoort uit de familie van de Notodelphyidae. De wetenschappelijke naam van de soort is voor het eerst geldig gepubliceerd in 2005 door Boxshall & Marchenkov.